# Милиу
Милиу (на гръцки: Μηλιού, Милю̀) е село в Кипър, окръг Пафос. Според статистическата служба на Република Кипър през 2001 г. селото има 81 жители.
Намира се на 26 км североизточно от Пафос.